# فيغان
فيغان (بالإنجليزية: Vigan) هي مدينة في الفلبين، تتبع إيلوكوس سور، هي عاصمة إيلوكوس سور، بلغ عدد سكانها 53٬879  نسمة، في 1 أغسطس 2015، تبلغ مساحتها 25٫12 كيلومتر مربع، رمزها البريدي هو 2700.

## الموقع
تشترك في الحدود مع:
- Santa, Ilocos Sur [الإنجليزية]‏
- Bantay [الإنجليزية]‏
- Santa Catalina, Ilocos Sur [الإنجليزية]‏
- Caoayan [الإنجليزية]‏.

## مدن توأم
المدن التوأم:
- مقاطعة هونولولو (هاواي).

## أعلام
- خوان دي سالسيدو
- خوسيه بيرغوس
- ليونا فلورنتينو
- البيديو كويرينو

## معرض صور

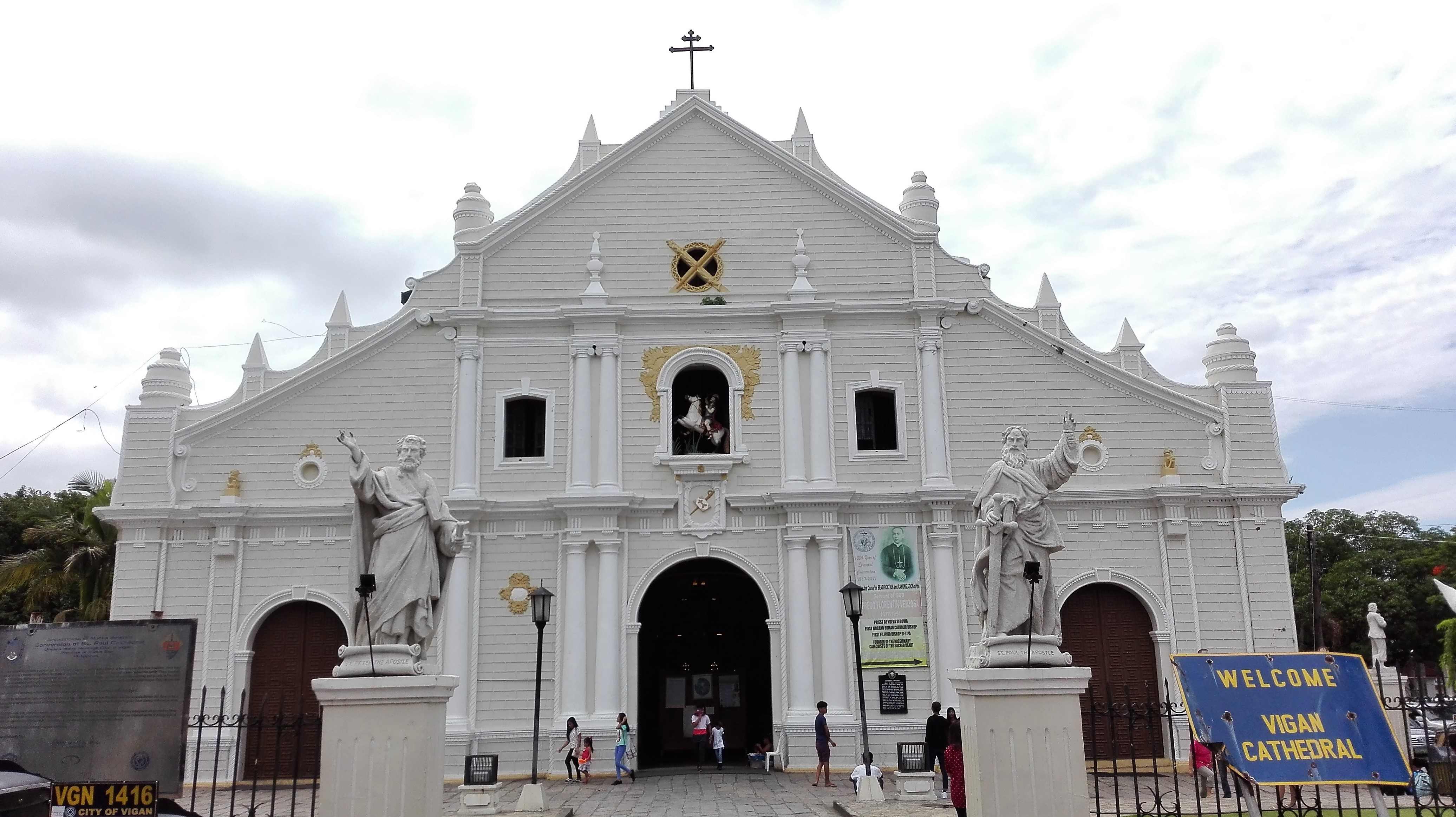
كاتدرائية، فيغان
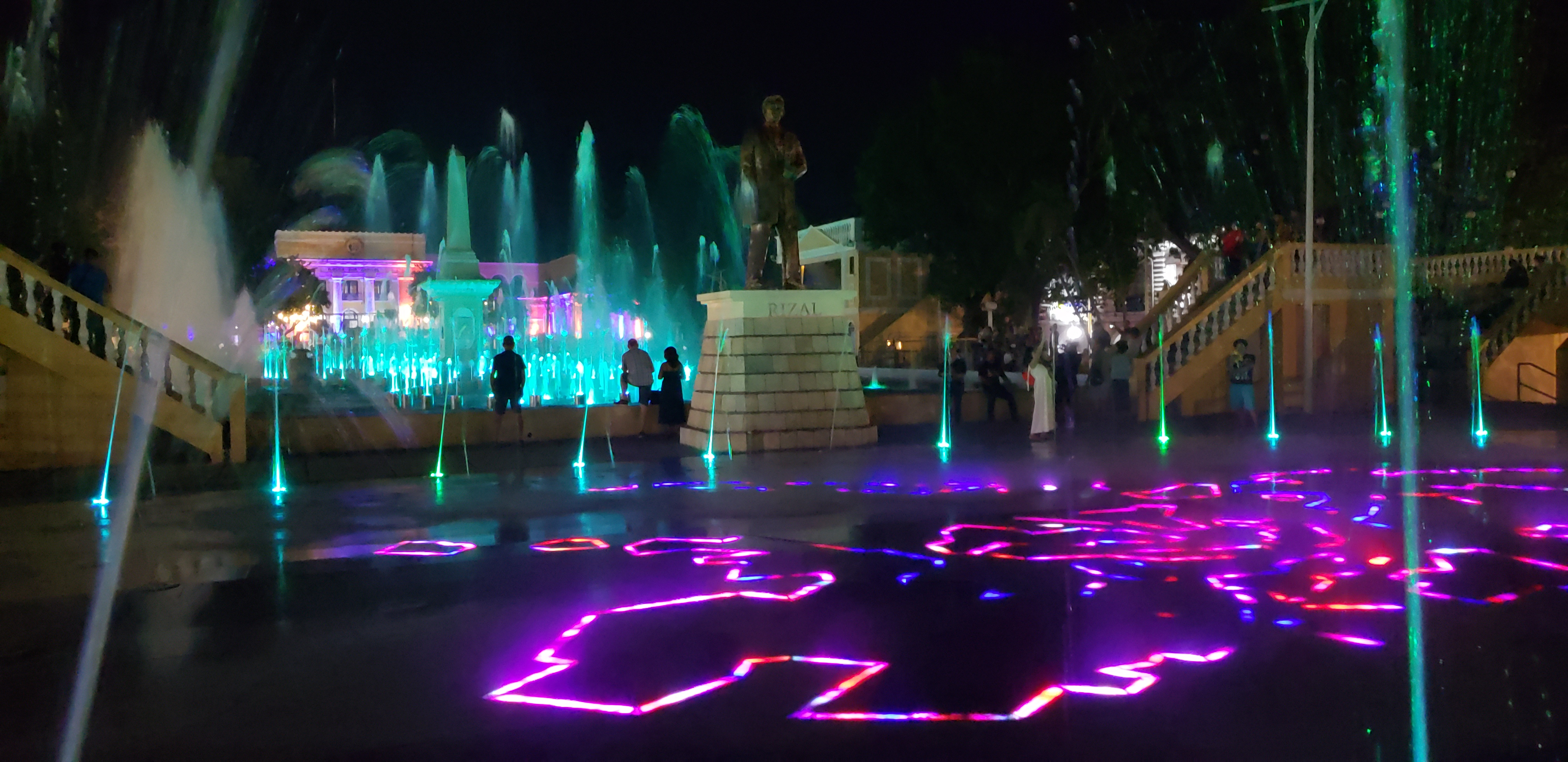
نافورات راقصة، فيغان
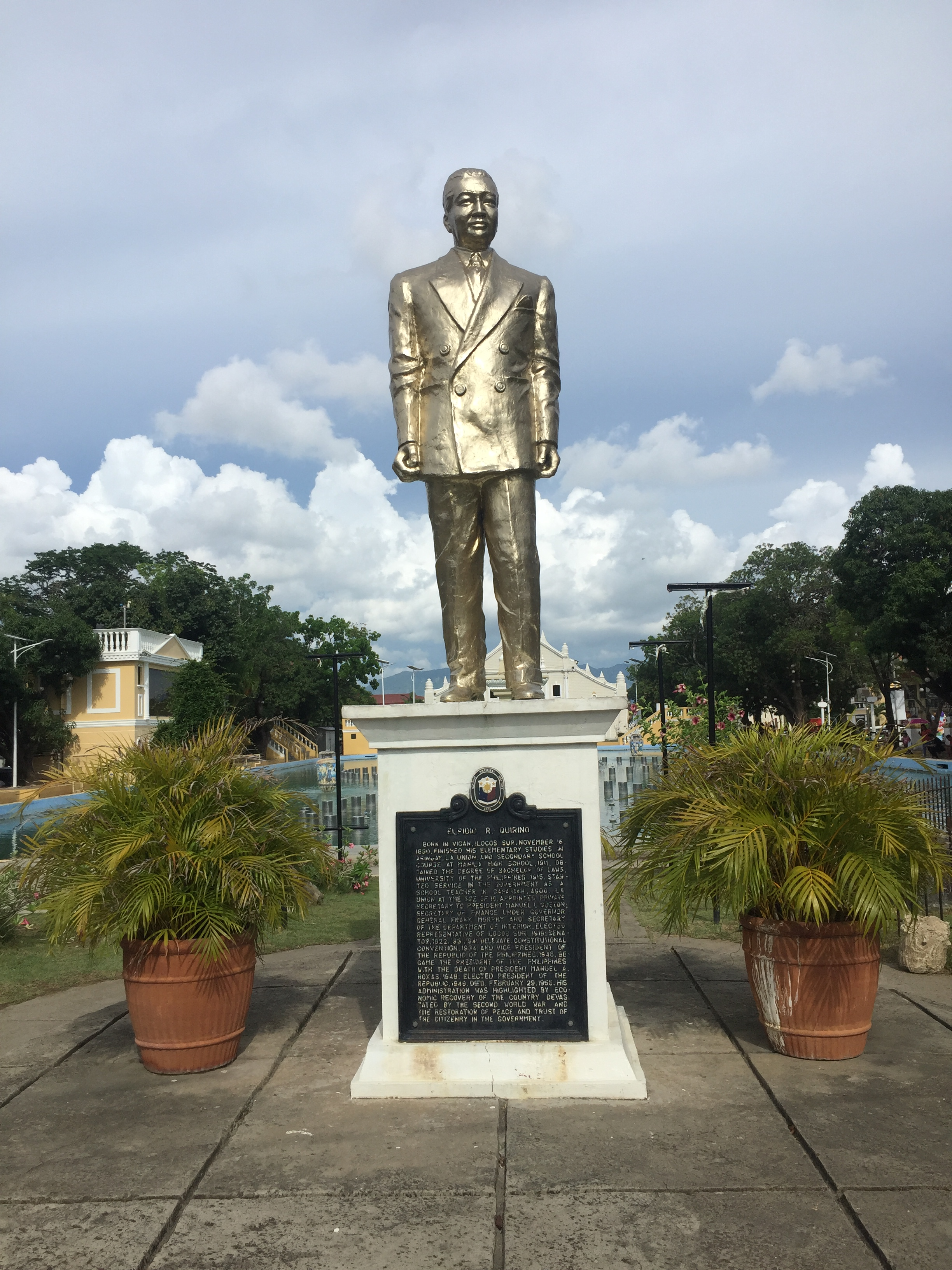
نصب البديو كويرنو التذكاري في مدينة فيغان
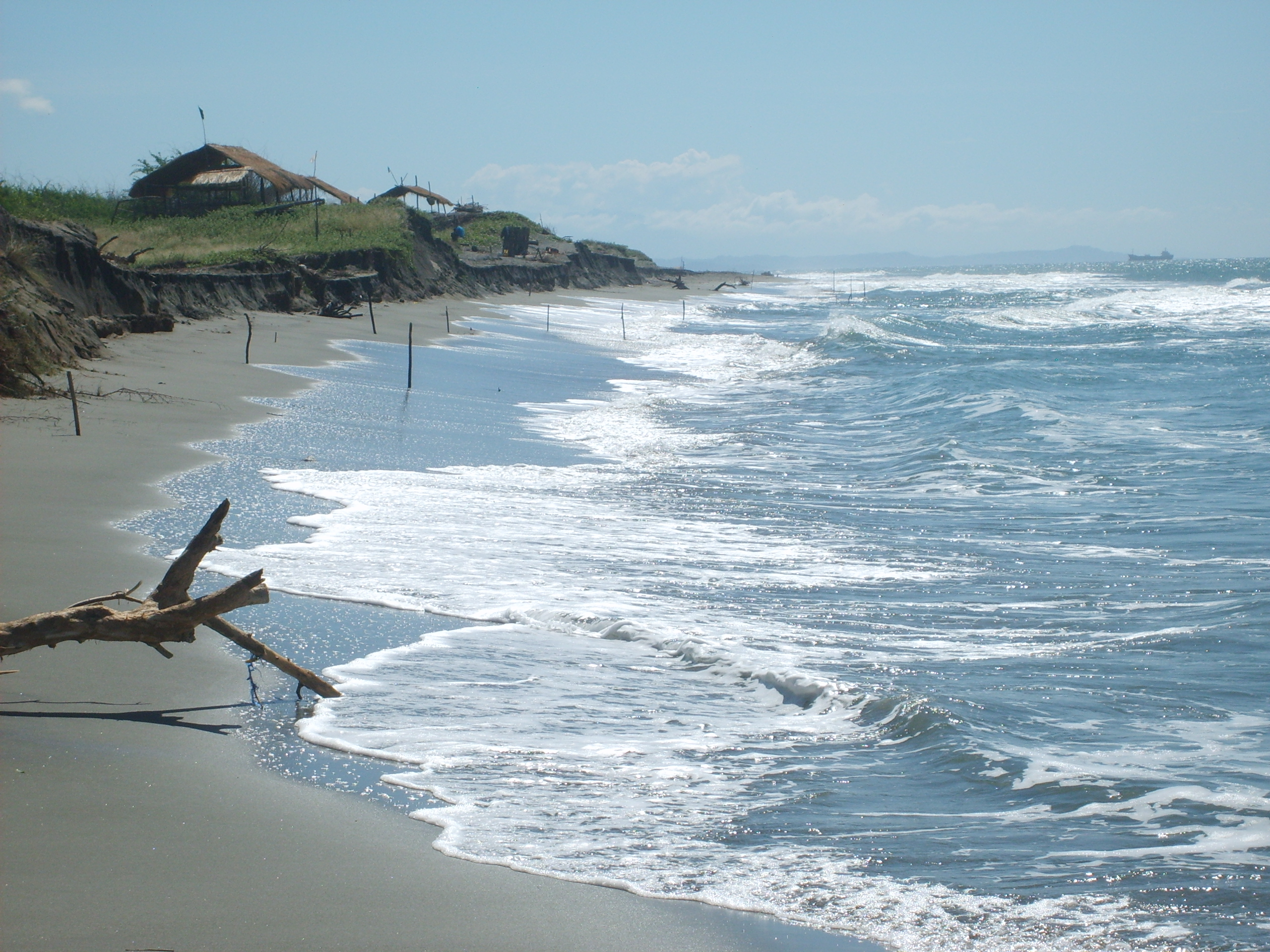
ساحل فيغان
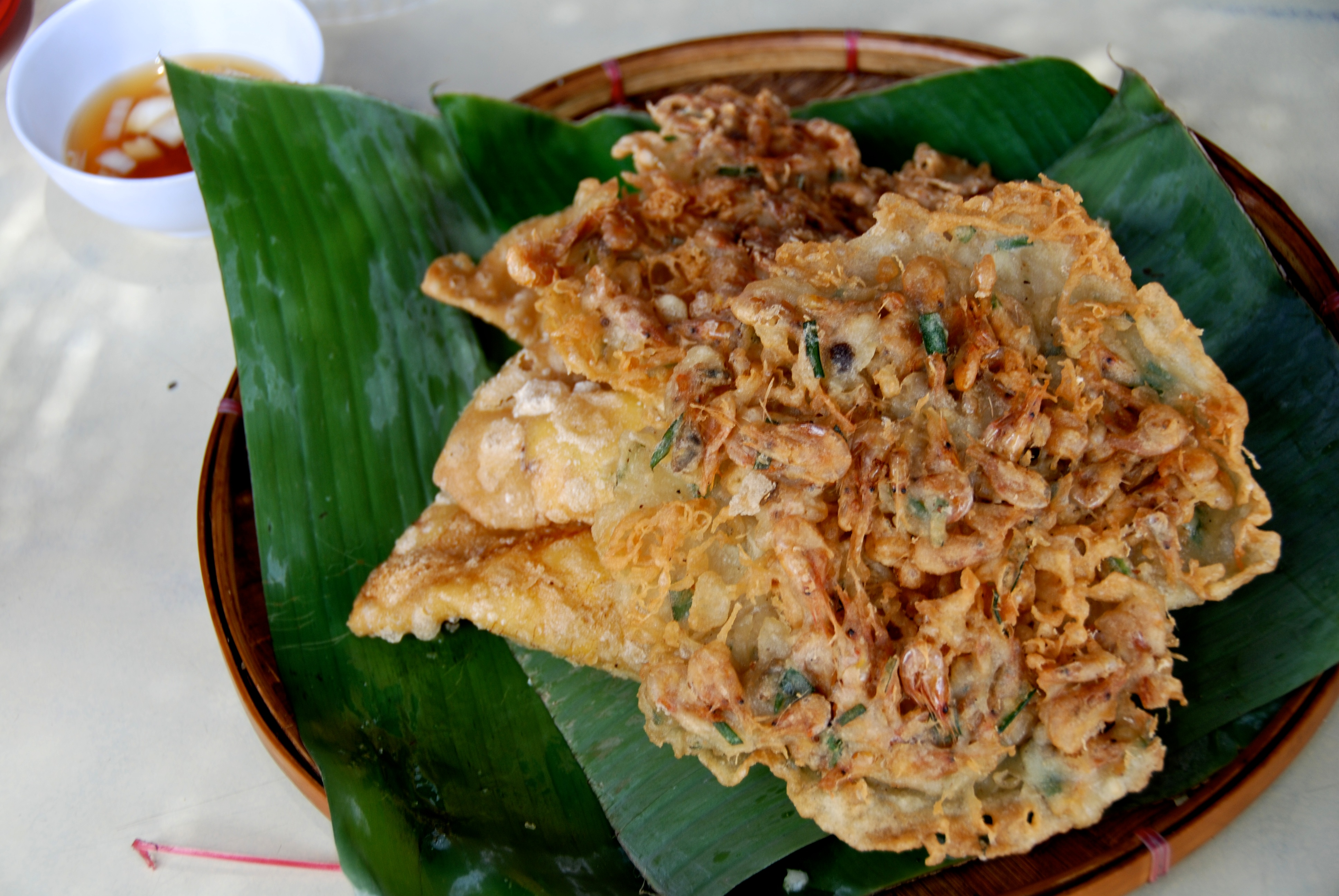
فطائر الروبيان طبق تقليدي